# Cylistella coccinelloides
Cylistella coccinelloides är en spindelart som först beskrevs av Pickard-Cambridge O. 1869.  Cylistella coccinelloides ingår i släktet Cylistella och familjen hoppspindlar. Inga underarter finns listade i Catalogue of Life.